# فياتشيسلاف إيفانوف (مؤرخ)
فياتشيسلاف ايفانوف (بالإنجليزية: Vyacheslav Ivanov) (و. 1929 – 2017 م) هو لغوي، وشاعر، ومؤرخ، وفيلسوف، ومترجم من الاتحاد السوفيتي، وروسيا، ولد في موسكو، وكان عضوًا في الأكاديمية الأمريكية للفنون والعلوم، والأكاديمية الروسية للعلوم، والأكاديمية البريطانية، توفي في موسكو، عن عمر يناهز 88 عاماً.

## التعليم
تعلم في كلية فقه اللغة بجامعة موسكو الحكومية ‏.

## جوائز
حصل على جوائز منها:
- جائزة الدولة السوفيتية
- وسام الصداقة الروسي
- جائزة لينين
- زمالة الأكاديمية البريطانية.